# Flomborn
Flomborn là một đô thị thuộc huyện Alzey-Worms, bang Rheinland-Pfalz, nước Đức. Đô thị Flomborn có diện tích 7,94 km².